# 수크아라스주

수크아라스주

수크아라스주(아랍어: ولاية سوق أهراس)는 알제리 북동부에 위치한 주로, 알제리와 튀니지 간의 접경 지대에 위치한다. 주도는 수크아라스이며 면적은 4,541km2, 인구는 440,299명(2008년 기준)이다. 북쪽으로는 엘타르프주, 서쪽으로는 겔마주와 움엘부아기주, 남쪽으로는 테베사주와 인접해 있으며 동쪽으로는 튀니지와 국경을 맞대고 있다. 이곳 수크아라스는 아우구스티누스가 태어난 곳이다.